# Sinthusa odata
Sinthusa odata är en fjärilsart som beskrevs av Moore. Sinthusa odata ingår i släktet Sinthusa och familjen juvelvingar. Inga underarter finns listade i Catalogue of Life.